# Ontario (Ohio)
Ontario es una ciudad ubicada en el condado de Richland en el estado estadounidense de Ohio. En el Censo de 2010 tenía una población de 6225 habitantes y una densidad poblacional de 216,39 personas por km².

## Geografía
Ontario se encuentra ubicada en las coordenadas 40°46′7″N 82°37′1″O / 40.76861, -82.61694. Según la Oficina del Censo de los Estados Unidos, Ontario tiene una superficie total de 28.77 km², de la cual 28.71 km² corresponden a tierra firme y (0.21%) 0.06 km² es agua.

## Demografía
Según el censo de 2010, había 6225 personas residiendo en Ontario. La densidad de población era de 216,39 hab./km². De los 6225 habitantes, Ontario estaba compuesto por el 90.84% blancos, el 4.03% eran afroamericanos, el 0.26% eran amerindios, el 2.59% eran asiáticos, el 0.03% eran isleños del Pacífico, el 0.48% eran de otras razas y el 1.77% pertenecían a dos o más razas. Del total de la población el 1.64% eran hispanos o latinos de cualquier raza.